# Aigonnay

Aigonnay este o comună în departamentul Deux-Sèvres, Franța. În 2009 avea o populație de 608 de locuitori.